# Христо Симеонов (скулптор)
Христо Георгиев Симеонов е български скулптор.

## Биография
Роден е в с. Макреш, област Видин на 25 август 1921 г. Завършва Художествената академия в София, специалност „Скулптура“ в класа на проф. Иван Фунев през 1951 г.
След дипломирането си работи в разни институции и художествени звена.
Автор е на 18-те бюста на загиналите партизани от отряд „Георги Бенковски“ в парка в центъра на родното му село Макреш. Съавтор е на Паметника на Свободата във Видин заедно със скулпторите Методи Измирлиев, Иван Петров и арх. Иван Татаров. Участва в създаването на Паметника на Съветската армия в София. Известни негови творби са също паметникът на Антон Попов в Петрич, бюст-паметникът на Тодор Живков в Правец, бюст-паметникът на проф. д-р Стоян Киркович в двора на Александровската болница в София и много други.